# Namea jimna
Espèce
Namea jimna est une espèce d'araignées mygalomorphes de la famille des Anamidae.

## Distribution
Cette espèce est endémique du Queensland en Australie. Elle se rencontre dans les monts Jimna et sur le mont Bauple.

## Description
La carapace du mâle holotype mesure 5,94 mm de long sur 4,69 mm et l'abdomen 5,31 mm de long sur 3,44 mm et la carapace de la femelle paratype mesure 6,13 mm de long sur 4,76 mm et l'abdomen 7,75 mm de long sur 5,31 mm.

## Étymologie
Son nom d'espèce lui a été donné en référence au lieu de sa découverte, les monts Jimna.

## Publication originale
- Raven, 1984 : A new diplurid genus from eastern Australia and a related Aname species (Diplurinae: Dipluridae: Araneae). Australian Journal of Zoology Supplementary Series, no 96, p. 1-51.